# Chloroceryle americana

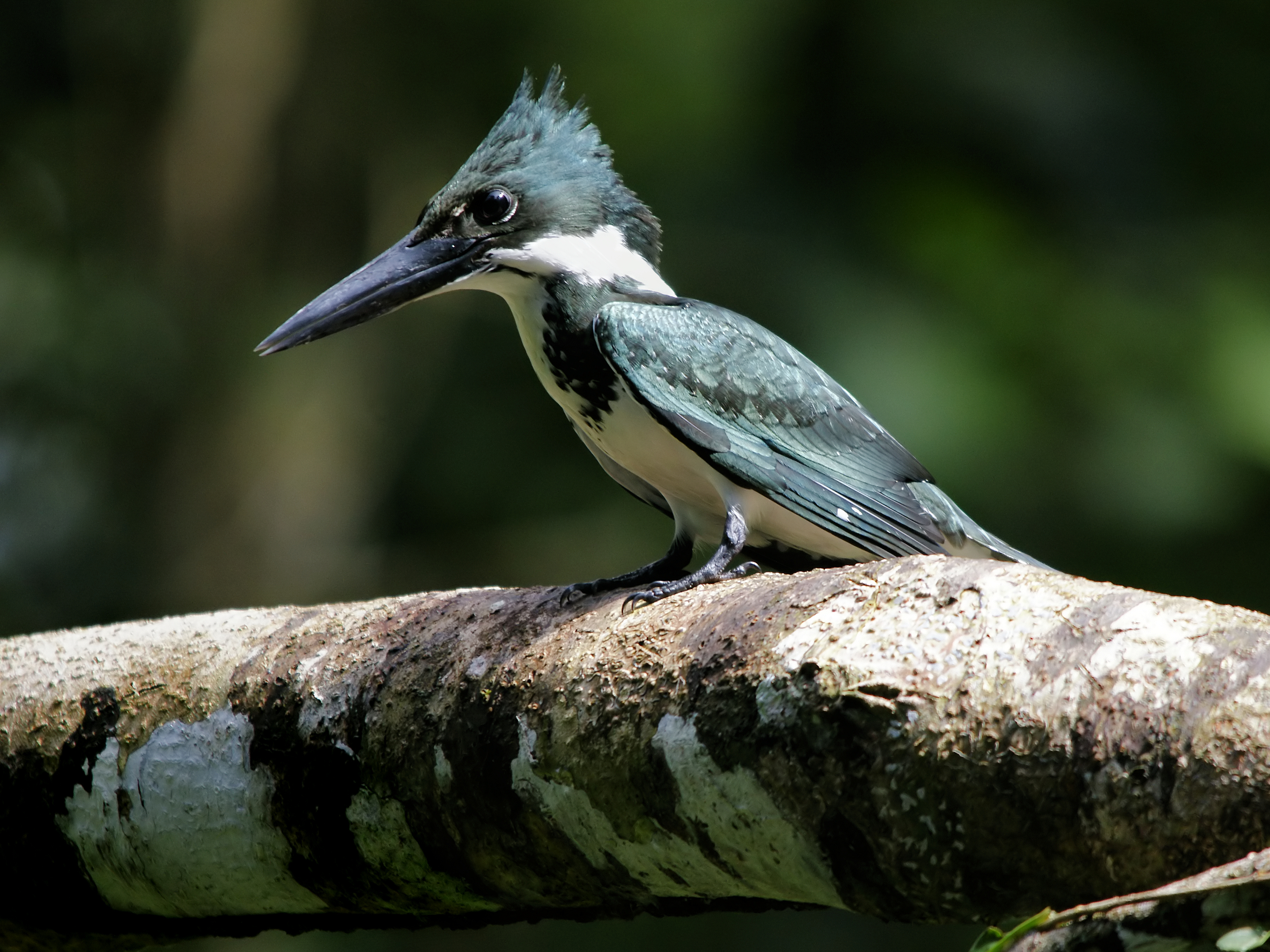
Hembra.

El martín pescador verde o martín pescador chico (Chloroceryle americana) es una especie de ave coraciiforme de la familia Cerylidae residente que se distribuye desde el sur de Texas en EE. UU. a través de América Central hasta el centro de Argentina.

## Características
Tiene un largo total de 19 centímetro, pesa 27 gramos. Tiene la forma del martín pescador típica, con una cola corta y el pico largo. Es verde oliva en la parte superior, con manchas blancas sobre el ala y cola. Los machos tienen la parte inferior blanca, siendo el pecho castaño. Las hembras tienen la parte inferior blanca pero el pecho es verdoso. Presentando una garganta amarillenta, acanelada.
La subespecie Chloroceryle americana croteta que se distribuye en Trinidad y Tobago tiene pico más largo y es más pesada que las formas del continente.

## Historia natural
Este martín pescador pequeño cría en los arroyos o ríos. El nido consiste en un túnel horizontal de un metro largo que realiza en la barranca del arroyo o río. La hembra pone tres, a veces cuatro, huevos. 
Se ven a menudo sobre una rama sombreada baja cerca del agua antes de zambullirse. También se alimentan de insectos acuáticos. 

## Subespecies
Se conocen cinco subespecies de Chloroceryle americana:
- Chloroceryle americana americana (Gmelin, 1788) - Sudamérica tropical (primariamente al este de los Andes); Trinidad y Tobago.
- Chloroceryle americana cabanisii (Tschudi, 1846) . oeste de  Colombia, oeste de Ecuador, oeste de los Andes hasta el norte de Chile.
- Chloroceryle americana hachisukai Laubmann, 1942. - del extremo sur de Arizona al oeste-centro de Texas y noroeste de México.
- Chloroceryle americana mathewsii Laubmann, 1927 del sur de Brasil y Bolivia al norte de Argentina.
- Chloroceryle americana septentrionalis (Sharpe, 1892)  - del sur-centro de Texas al sur de Colombia y oeste de Venezuela.